# Comuna Parava, Bacău
Parava este o comună în județul Bacău, Moldova, România, formată din satele Drăgușani, Parava (reședința), Rădoaia și Teiuș.

## Așezare
Comuna se află în partea central-sudică a județului, pe dealurile de pe malul stâng al Siretului. Este traversată de șoseaua județeană DJ206B, care o leagă spre est de Răcăciuni (unde se termină în DN2) și spre vest de Gura Văii. Din acest drum, la Parava se ramifică șoseaua județeană DJ119D, care duce spre sud la Orbeni și Valea Seacă (unde se termină tot în DN2).

## Demografie
Componența etnică a comunei Parava
     Români (60,02%)
     Romi (34,22%)
     Alte etnii (0%)
     Necunoscută (5,75%)
Componența confesională a comunei Parava
     Ortodocși (92,78%)
     Alte religii (1,44%)
     Necunoscută (5,79%)
Conform recensământului efectuat în 2021, populația comunei Parava se ridică la 3.267 de locuitori, în creștere față de recensământul anterior din 2011, când fuseseră înregistrați 2.681 de locuitori. Majoritatea locuitorilor sunt români (60,02%), cu o minoritate de romi (34,22%), iar pentru 5,75% nu se cunoaște apartenența etnică. Din punct de vedere confesional, majoritatea locuitorilor sunt ortodocși (92,78%), iar pentru 5,79% nu se cunoaște apartenența confesională.

## Politică și administrație
Comuna Parava este administrată de un primar și un consiliu local compus din 13 consilieri. Primarul, Costel Dediu[*], de la Partidul Social Democrat, este în funcție din 2008. Începând cu alegerile locale din 2024, consiliul local are următoarea componență pe partide politice:
|  | Partid                          | Consilieri | Componența Consiliului | Componența Consiliului | Componența Consiliului | Componența Consiliului | Componența Consiliului | Componența Consiliului |
|  | ------------------------------- | ---------- | ---------------------- | ---------------------- | ---------------------- | ---------------------- | ---------------------- | ---------------------- |
|  | Partidul Social Democrat        | 6          |                        |                        |                        |                        |                        |                        |
|  | Partidul Național Liberal       | 3          |                        |                        |                        |                        |                        |                        |
|  | Alianța pentru Unirea Românilor | 2          |                        |                        |                        |                        |                        |                        |
|  | Uniunea Salvați România         | 2          |                        |                        |                        |                        |                        |                        |

## Istorie
În anul 1789, intre lunile  mai și iulie,  aici a avut tabăra  armata austriacă condusă de Frederic Josias, Prinț de Saxa-Coburg-Saalfeld.
La sfârșitul secolului al XIX-lea, comuna făcea parte din plasa Răcăciuni a județului Putna și era formată din satele Parava și Teiuș, având în total 926 de locuitori. În comună existau două biserici (una în fiecare sat) și o școală mixtă cu 17 elevi. La acea vreme, pe teritoriul actual al comunei, mai funcționa și comuna Drăgușani, formată numai din satul de reședință, cu 789 de locuitori ce trăiau în 274 de case. Aici existau o biserică și trei mori de apă. Anuarul Socec din 1925 consemnează cele două comune în plasa Trotuș a aceluiași județ având aceeași alcătuire; comuna Parava avea 1050 de locuitori, iar comuna Drăgușani — 1177. În 1931, comuna Parava a fost desființată, satele ei trecând la comuna Drăgușani, care avea în compunere satele Drăgușani, Rădoaia, Parava și Teiuș.
În 1950, comuna a fost transferată raionului Adjud din regiunea Putna, apoi (după 1952) din regiunea Bârlad și (după 1956) din regiunea Bacău; denumirea ei și satul de reședință a devenit Parava în 1956. În 1968, comuna Parava a trecut la județul Bacău.